# Kinderarbeid

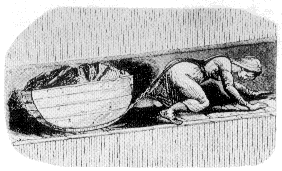
Meisje werkzaam in een Engelse kolenmijn (midden 18e eeuw)

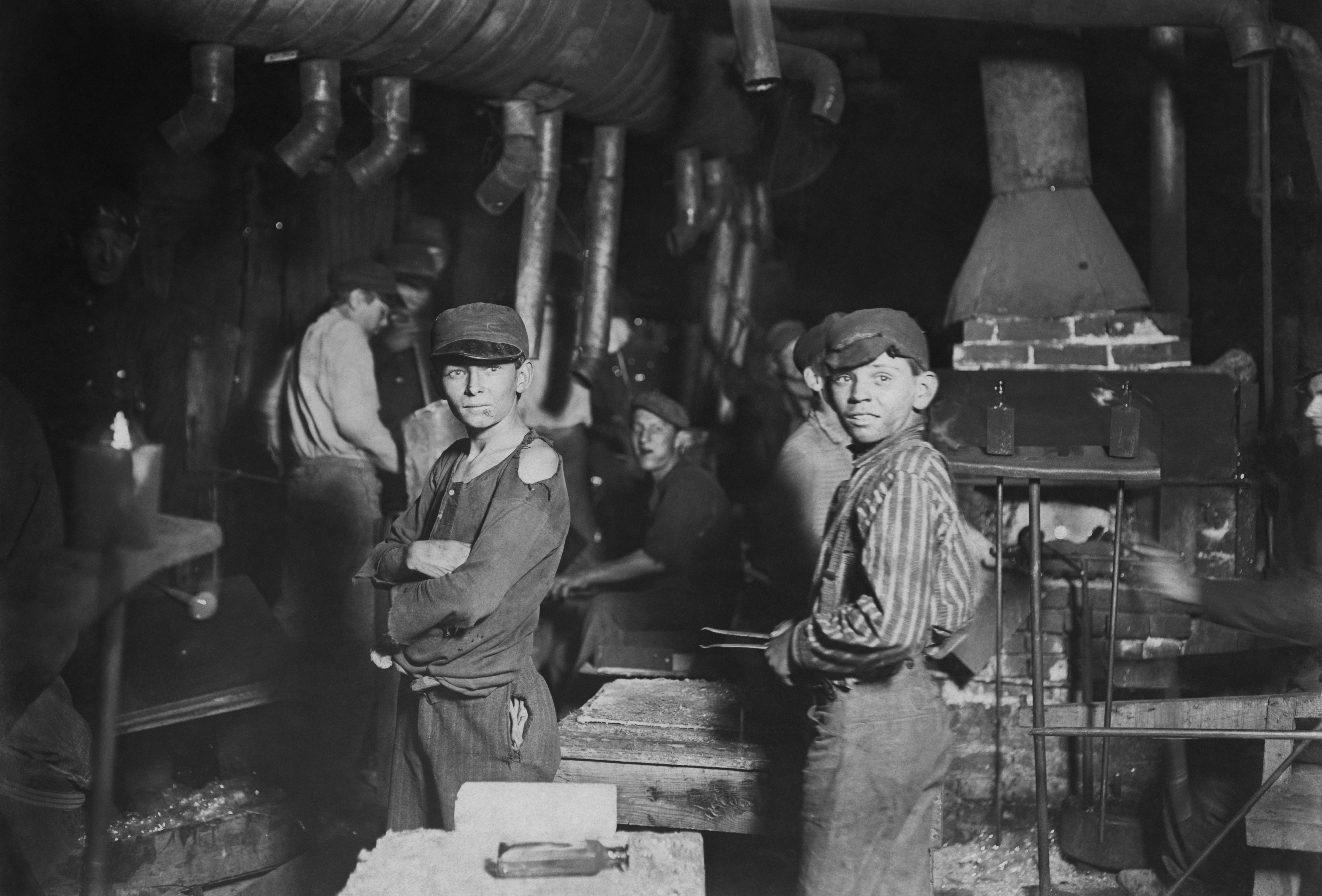
Kinderarbeid in de VS, Lewis Hine 1908

Kinderarbeid is het tewerkstellen van kinderen op een wijze die ze hun kindertijd, hun waardigheid of hun potentieel ontneemt en die schadelijk is voor hun lichamelijke en geestelijke ontwikkeling. Vaak gaat het om slecht betaald werk en soms worden de kinderen niet betaald. De meeste landen beschouwen kinderarbeid in strijd met de mensenrechten en stellen strenge regels voor de minimumleeftijd van werkenden en het maximumaantal werkuren voor kinderen. Ook in Nederland en België werken kinderen vaak al onder de minimaal toegestane leeftijd van 13 jaar.

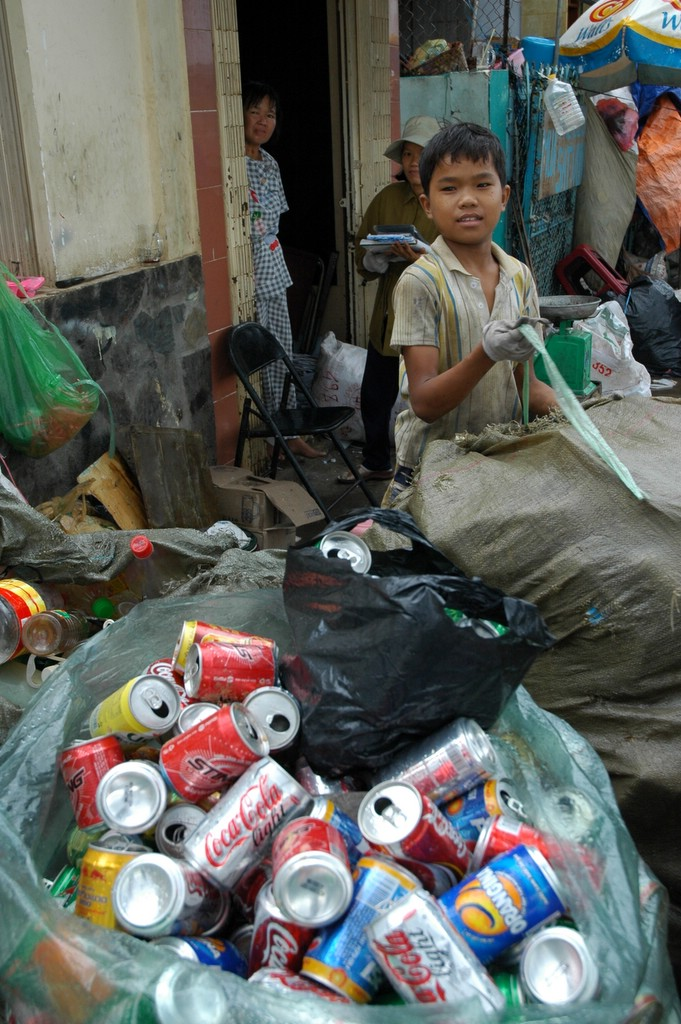
Vietnamese jongen verzamelt afval.

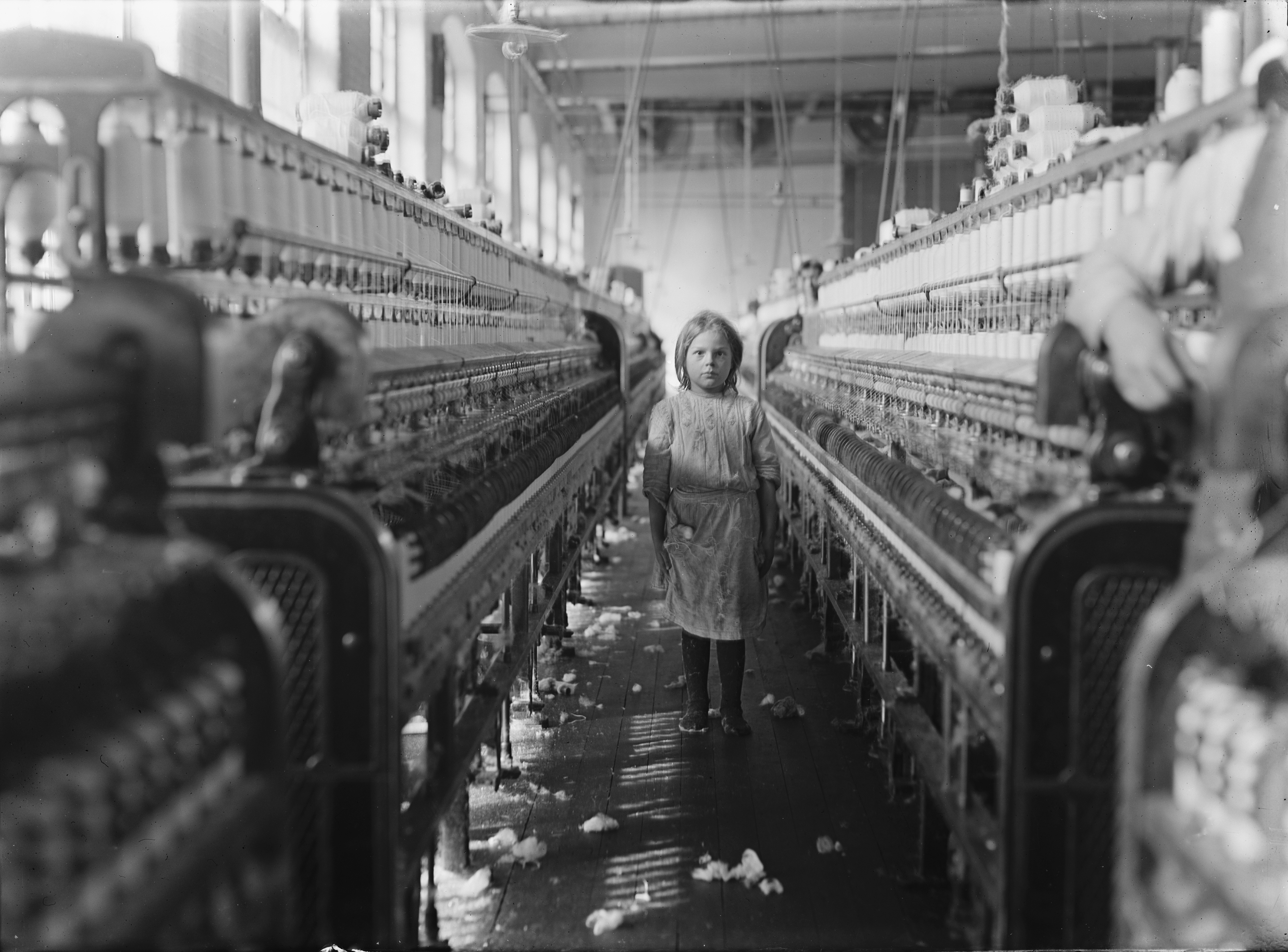
Kinderarbeid in een spinnerij in Newberry, South Carolina, Lewis Hine 1908.

## Geschiedenis
Vanaf prehistorische tijden werkten kinderen mee zodra ze konden, bijvoorbeeld door voedsel te verzamelen of mee op het land te werken. Kinderen hielpen hun ouders ook met bijvoorbeeld het spinnen van vlas en het weven tot lijnwaad. Door de industriële revolutie, die rond 1750 in Engeland begon, ontstond een ander soort kinderarbeid. Kinderen werkten met of zonder hun ouders bij een baas. In de ogen van ondernemers waren kinderen vaak ideale fabrieksarbeiders. Ze waren lenig en behendig en gemakkelijk te disciplineren. Bovendien kostten ze niet veel.
Kinderen werkten dus niet alleen als hulpje, maar werden als volwaardige krachten beschouwd en moesten hard werken. In de kolenmijnen van Virginia in de Verenigde Staten werden bijvoorbeeld tussen 1860 en 1920 op grote schaal jongens tussen acht en twaalf jaar ingezet als 'breaker boys'. Ze moesten grote brokken steenkool kleiner maken, zodat die gemakkelijker gesorteerd kon worden.
Machines werden soms op kindermaat gemaakt. Frans Bauwens schreef in 1814 in een brief aan zijn broer Lieven Bauwens over de werktuigen voor de vlasspinnerij die ze wilden beginnen. Ze lieten kleinere spinmachines met acht in plaats van de gebruikelijke achtenveertig spillen maken, zodat kinderen ze zouden kunnen bedienen.
De industrialisatie en de bevolkingsgroei, vooral in grote steden, veroorzaakten veel sociale problemen in de loop van de 19e eeuw. Vooral fabrieksarbeiders werkten regelmatig op lange werkdagen van wel twaalf uren. Niet alleen volwassen mannen én vrouwen maakten die lange werkdagen, ook kinderen deden dat.
In 1874 diende het links-liberale Kamerlid Samuel van Houten in Nederland een wet op de kinderarbeid in, die bekend staat als het Kinderwetje van Van Houten. Deze wet moest een eind maken aan arbeid door kinderen jonger dan twaalf jaar. Omdat de controle tekortschoot, veranderde er in de praktijk weinig. 
Nadat een wetsvoorstel om overmatige arbeid en verwaarlozing van kinderen te voorkomen door de regering was ingetrokken, namen Hendrik Goeman Borgesius en tien andere Tweede Kamerleden in 1887 het initiatief voor de parlementaire enquête naar de toestand in fabrieken en werkplaatsen. Daaruit blijkt bijvoorbeeld dat een jongen van tien jaar te Amsterdam in opdracht van zijn ouders de lagere school beëindigde om te gaan werken als sigarenmaker. Dat deed hij gedurende vier jaren om vervolgens op 14-jarige leeftijd te gaan werken als diamantslijper. De argumenten die ouders -maar ook de werkgevers- stelden, waren dat gezinnen dat extra inkomen hard nodig hadden. Bovendien ging men ervan uit dat hoe eerder kinderen aan de arbeid begonnen, hoe beter dat was voor hun verdere toekomst. Soms hadden kinderen ook vroeg het gevoel op hun manier te moeten bijdragen aan het gezin, of kregen dat gevoel opgelegd. Vanouds werd de periode van 7- tot 14-jarige leeftijd gezien als leertijd. Als een kind in een biscuitfabriek ging werken, moest het de koektrommel pakken, de koekjes van de bakplaat afnemen, in de koektrommel deponeren en de koektrommel voorzien van een etiket om de gevulde koektrommel dan in een transportkist te plaatsen. Bij een kaarsenfabriek werd dat op dezelfde wijze uitgevoerd. 
In veel landen maakte uiteindelijk de leerplicht een eind aan kinderarbeid; in Nederland was dat in 1901 het geval. In 1914, aan de vooravond van de Eerste Wereldoorlog, keurde de Belgische regering de wet op de leerplicht goed. België was hiermee een van de laatste West-Europese landen.

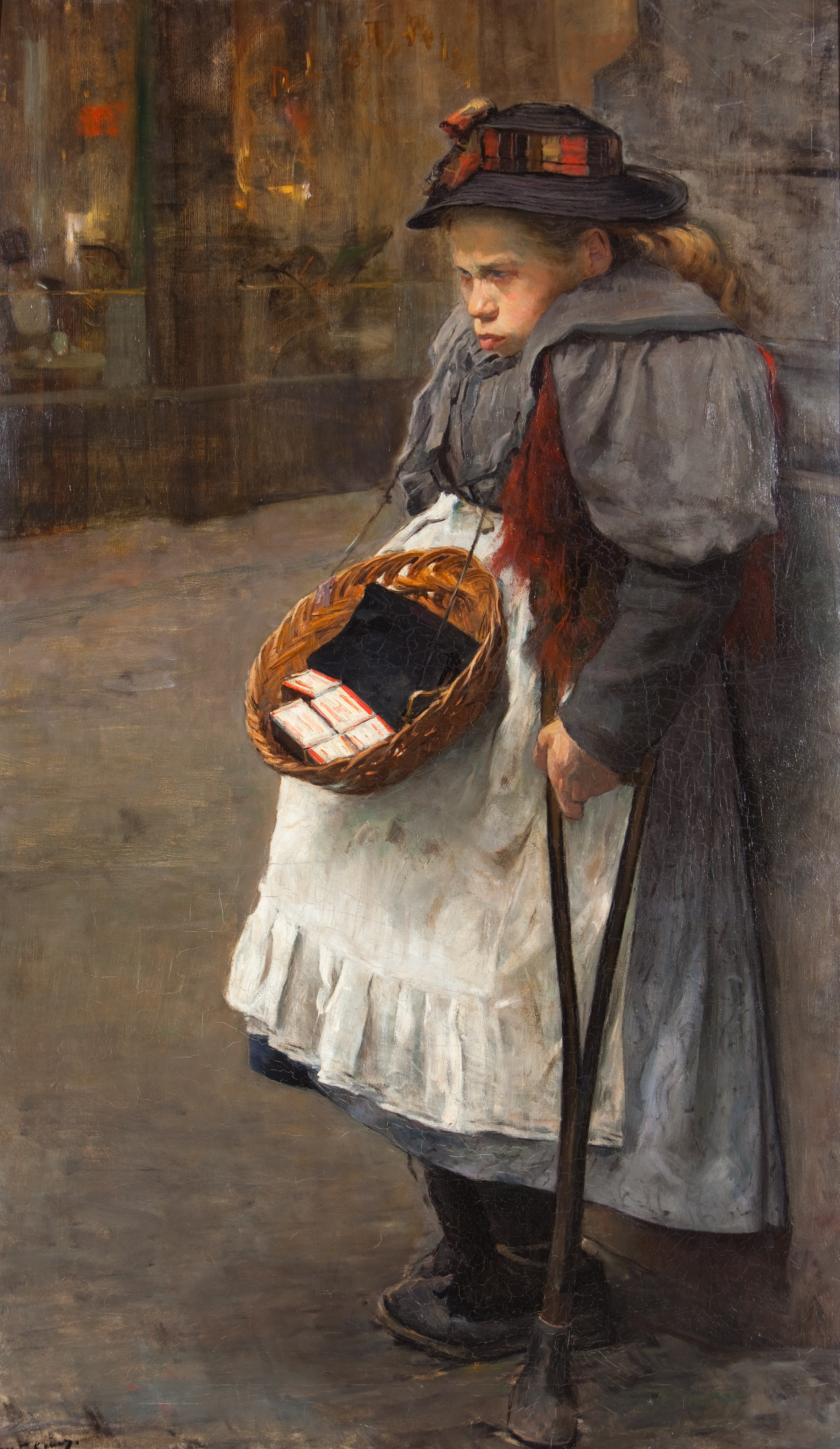
Het Lucifermeisje (schilderij van Floris Arntzenius, ca. 1890): een gehandicapt meisje verkoopt lucifers in Den Haag.

## Verspreiding
Kinderarbeid komt met name voor in Afrika, Azië en Latijns-Amerika. Kinderen worden niet alleen in de landbouw en familiebedrijven ingezet, maar ook als goedkope arbeidskrachten in fabrieken en weverijen. Het verschil tussen kinderarbeid en kinderslavernij is niet altijd duidelijk. Soms komen bedrijven in opspraak die zaken doen met landen waar kinderarbeid voorkomt, als blijkt dat zij niet voldoende doen om te voorkomen dat bij het productieproces kinderen zijn ingeschakeld. In toenemende mate eisen bedrijven van hun leveranciers een verklaring dat aan de productie geen kinderarbeid te pas is gekomen.
De Indiër Kailash Satyarthi richtte in 1992 de Zuidaziatische Coalitie tegen Kinderslavernij (SACCS) op. De SACCS voerde een keurmerk in voor niet met kinderarbeid vervaardigde producten, en voerde bevrijdingsacties uit. Ondanks felle protesten in India werden tienduizenden kinderen bevrijd.

### Kinderarbeid in Nederland
Uit een onderzoek van de Universiteit van Amsterdam (2013) bleek dat in Nederland zo'n 10.000 kinderen van 12 jaar wekelijks minimaal 12 uur werken. Verder werken zo'n 9.000 13- en 14-jarigen minstens 20 uur in de week. Beide gevallen vallen volgens de Nederlandse wet onder kinderarbeid. Kinderen werken in Nederland vaak als vakkenvuller, bollenpeller of babysitter, maar sommigen doen ook zwaar werk in fabrieken en bij boerderijen. Kinderen verdienen in Nederland veel minder dan het standaard minimumloon; al voor 2,57 euro per uur kan een kind legaal in dienst worden genomen. In sommige bedrijfstakken, zoals supermarkten, worden kinderen ontslagen als zij 'te duur' worden en in de buurt komen van het minimumloon.
De Nederlandse Arbeidstijdenwet bepaalt dat jongeren beneden de 16 jaar in principe niet mogen werken. Op dit verbod zijn een aantal uitzonderingen gemaakt zoals voor het lopen van (maatschappelijke) stage, een taakstraf, het bezorgen van ochtendkranten en niet-industriële (hulp)arbeid van lichte aard. Verder is er de Leerplichtwet 1969.
Voor kinderen van 13 tot en met 15 jaar is er de Nadere Regeling Kinderarbeid. Per 1 juli 2020 wordt aan deze regeling toegevoegd een verbod op maaltijden bezorgen onder de 16 jaar.
Over de vervanging van de Beleidsregels inzake ontheffing verbod van kinderarbeid van 26 maart 2007 door de Beleidsregel inzake ontheffing verbod van kinderarbeid 2015, voor kinderen tot en met 12 jaar, is een internetconsultatie geweest. Ze regelen ontheffing van het verbod op kinderarbeid ten aanzien van arbeid bestaande uit het deelnemen aan een uitvoering, waaronder wordt verstaan: uitvoeringen van culturele, wetenschappelijke, opvoedkundige of artistieke aard, aan modeshows, aan audio-, visuele- of audiovisuele opnamen en daarmee vergelijkbare niet-industriële arbeid van lichte aard (de betrokken kinderen worden wel kortweg kunstkinderen genoemd). De wijziging betreft onder meer een verlaging van het maximale aantal dagen per leeftijdsjaar waarop arbeid wordt verricht (waarbij repetities niet meetellen) van 24 naar 18.
Onder meer filmproducenten hebben hier bezwaar tegen. Ze pleiten juist voor een verruiming van de bestaande regeling. Voor een speelfilm van 90 minuten zou een aantal draaidagen van 30 maximaal wenselijk zijn waarbij het kind maximaal 5 uur per dag beschikbaar zou moeten zijn. Toegelicht wordt dat in die 5 uur het kind maar enkele minuten per uur een prestatie moet leveren en in de overige tijd kan rusten, spelen of schoolwerk maken, vanwege het feit dat na iedere opname van een scène de regisseur en technische ploeg de rest van het uur bezig is met aanpassingen of het werken met volwassen acteurs, en dat dit dus heel anders is dan bijvoorbeeld bij een hoofdrol in een musical- of theatervoorstelling.
In 2019 nam Nederland als eerste land ter wereld een wet aan om kinderarbeid in internationale productieketens tegen te gaan dankzij een initiatief van Roelof van Laar.

### Kinderarbeid in België
Een Gentse enquête uit 1795 over de opkomende industrie in de stad schetst een beeld van de omvang van kinderarbeid in die tijd. In de 45 bedrijven die opgenomen werden, werkten toen minstens 254 kinderen of 38% van de in totaal 664 arbeiders. Bij de telling van 1817 ging het om 20% van de 2.008 arbeiders in 42 geënquêteerde ondernemingen. Vooral in de tabaksnijverheid, de spinnerijen en papierfabrieken blijken verhoudingsgewijs veel kinderen te werken.
Halfweg de 19e eeuw is kinderarbeid in België wijdverspreid met – volgens de industrietelling van 1846 – zo'n 21% kinderen ten opzichte van het totale aantal arbeiders. Een werkweek duurt dan zes dagen, terwijl het aantal gewerkte uren per week kan oplopen tot wel 60, 70 uur of zelfs meer.
Nadat Engeland het voortouw neemt en tussen 1842 en 1867 verschillende wetten opstelt die kinderarbeid beperken en verbieden, steken ook in België meer en meer bezorgdheden over de gevolgen van fabriekswerk op jonge kinderen de kop op. Het werk is immers vaak zwaar, ongezond en zelfs gevaarlijk. Maar werkgevers zien hun goedkope werkkrachten niet graag vertrekken. De macht van de financiële en industriële lobby laat zich voelen wanneer enkele petities en wetsvoorstellen om kinderarbeid aan banden te leggen het niet halen. De Gentse liberaal Auguste Wagener doet in 1868 met de Gentse gemeenteraad een poging om de kinderarbeid in de textielsector te reglementeren. Maar zonder resultaat. Pas in de jaren 1880 zet de Belgische regering enkele stappen in de richting van het beperken van kinderarbeid.
De oprichting van de Belgische Werkliedenpartij in 1885 brengt het proces in een stroomversnelling. Het beperken van de kinderarbeid, het verlagen van de arbeidsduur en verbeteren van de werkomstandigheden zijn maar enkele van hun speerpunten. Na vier jaar werpen de vele commissies, enquêtes, betogingen en stakingen hun vruchten af met de wet op de kinderarbeid (1889). Die bepaalt dat kinderen onder de 12 jaar niet in de industrie mogen werken, terwijl ook nachtwerk verboden wordt voor meisjes tussen 12 en 21 jaar. De arbeidsduur wordt teruggeschroefd tot maximum 12 uur per dag voor jongens tussen 12 en 16 jaar en meisjes tussen 12 en 21 jaar.
Voor een radicale ommezwaai zorgt de wet evenwel nog niet, want de nieuwe regels blijven in de praktijk al te vaak nog dode letter. In 1914 breidt de wet uit en is vanaf nu ook kinderarbeid onder de 14 jaar verboden. Het is nog wachten tot 1921 vooraleer een achturige werkdag de norm wordt en arbeid voor kinderen jonger dan 16 jaar strafbaar wordt.

## Verhouding met economische groei
De algemene opvatting over kinderarbeid is dat het verdwijnt zodra een ontwikkelingsland een sterke economische groei doormaakt. Volgens de wetenschappers Kambhampati en Rajan is dit echter in eerste aanvang niet het geval, zoals blijkt uit hun publicatie van 2006. Uit een analyse van gegevens uit 15 staten van India bleek dat economische groei in eerste instantie juist een grotere vraag naar kinderarbeid opwekt. Vooral de meisjes zijn hiervan de dupe. Het zijn met name omstandigheden als het netto binnenlands product, de hoogte van de lonen en de inkomens van de huishoudens die de noodzaak voor het al dan niet teruggrijpen op kinderarbeid sterk beïnvloeden.

## Afbakening van het begrip
In 2003 werd aan de Universiteit van Amsterdam en aan het Internationaal Instituut voor Sociale Geschiedenis de eerste hoogleraar kinderarbeid benoemd. Samen met zijn onderzoeksorganisatie IREWOC leidt professor G.K. Lieten diverse onderzoeken naar kinderarbeid. Resultaten tonen dat niet alle werk door kinderen verricht kinderarbeid is. Belangrijk is gewoon werk door kinderen verricht, ook in Nederland en Vlaanderen, te onderscheiden van kinderarbeid. Dat laatste valt onder de bepalingen van Conventie 182 van de ILO over de ergste vormen van kinderarbeid die in 1999 werd aangenomen. De ergste vormen van kinderarbeid zijn kinderslavernij, kinderprostitutie, kindsoldaten en kinderen die aan criminele activiteiten mee moeten doen, waardoor wereldwijd miljoenen kinderen worden getroffen.